# Oost-Australische stroom

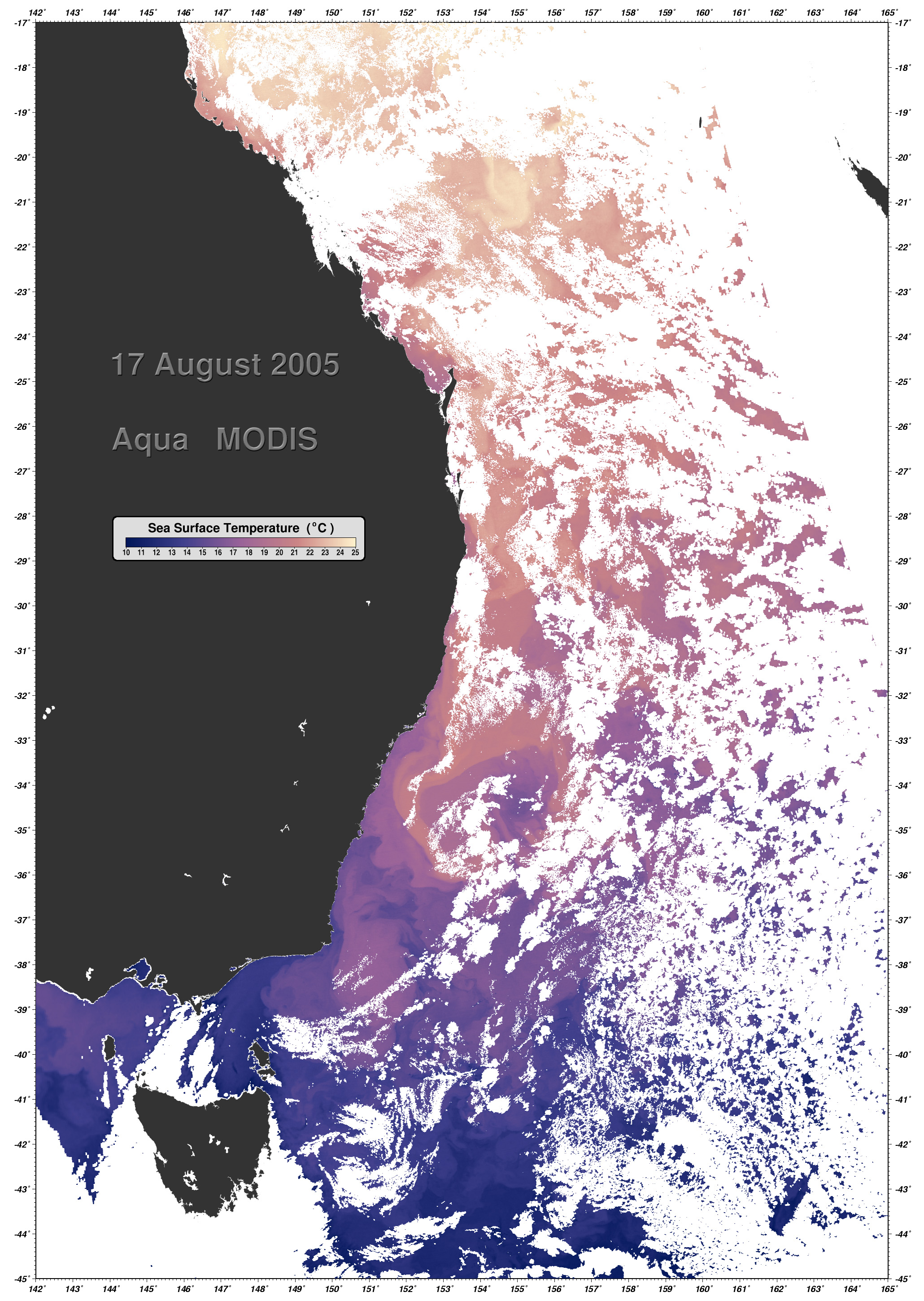
Thermisch profiel van de Oost-Australische stroom

De Oost-Australische stroom (Engels: East Australian Current) is een oceaanstroom die warm water in een tegenwijzer-beweging naar de oostkust van Australië verplaatst. Het is de grootste oceaanstroom nabij Australië. Ze vindt haar oorsprong in de tropische Koraalzee van waar ze nutriëntarm water naar de koudere Tasmanzee brengt. Dit proces veroorzaakt draaikolken. Het temperatuurverschil kan tevens duidelijk opgemerkt worden op satellietfoto's van het gebied.
Deze stroming kan snelheden halen tot 7 knopen in sommige minder diepe wateren langs het Australische continentaal vlak, maar meestal is de snelheid ongeveer 2 à 3 knopen. Ze verplaatst 30 miljoen kubieke meter per seconde over een gebied van 100 km breedte en 500m diepte. De stroming is het sterkste in de eerste maanden van het jaar en het zwakste halverwege het jaar.
De zeestroom wordt in het noordoosten gevoed door de Pacifische Zuidequatoriale stroom en vervolgt in de Antarctische circumpolaire stroom (westenwinddrift).
Ten oosten van de zeestroom ligt de Zuid-Pacifische gyre.